# Quốc hội Hungary

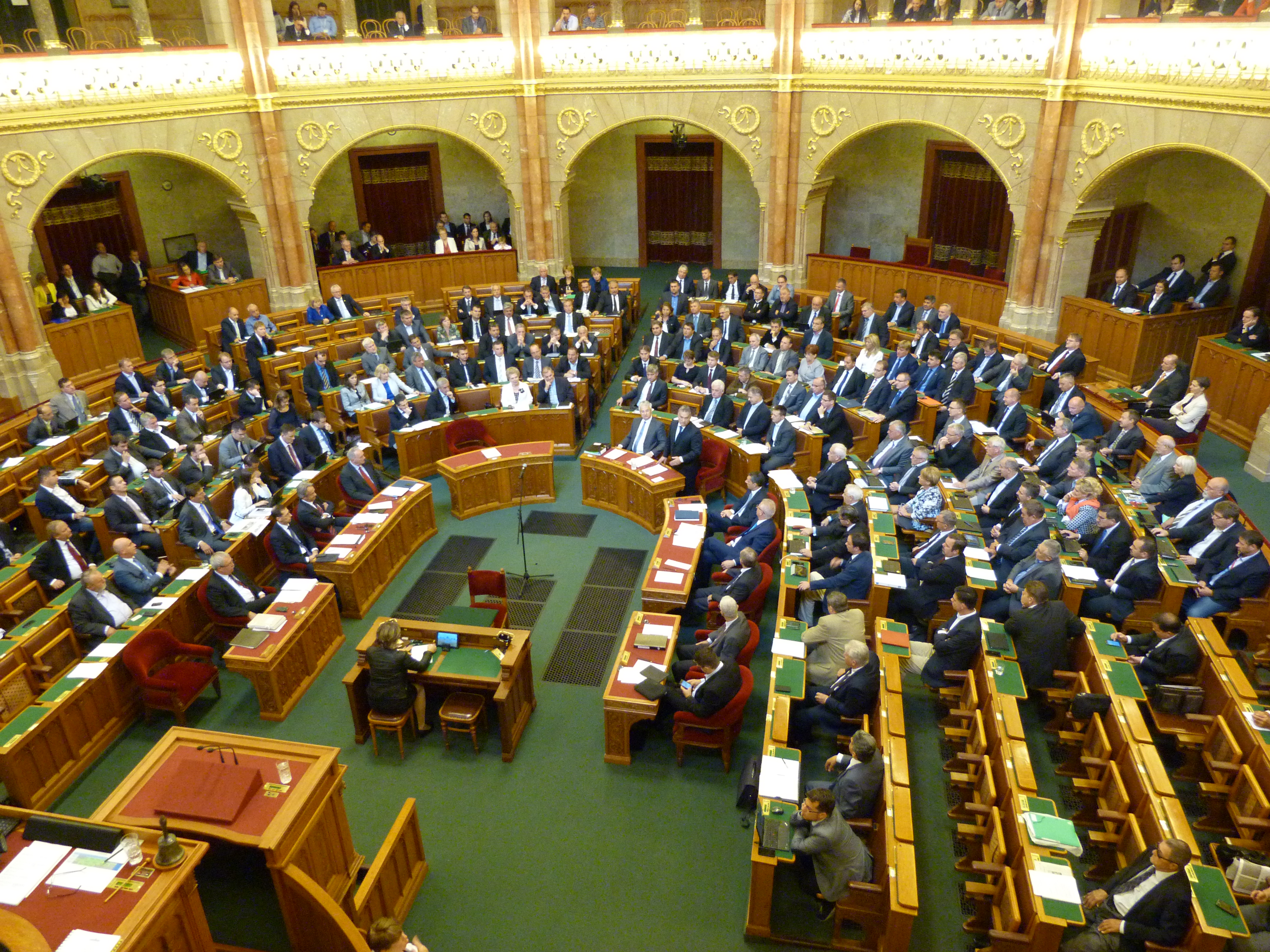
Phiên mùa thu - 2015

Quốc hội Hungary (tiếng Hungary: Országgyűlés) là cơ quan lập pháp của Hungary. Quốc hội gồm 199 thành viên (386 trong khoảng thời gian từ 1990 đến 2014) được bầu theo nhiệm kỳ 4 năm. Bầu cử các thành viên dựa trên một hệ thống phức tạp liên quan đến cả bầu cử khu vực và danh sách; các bên phải giành được ít nhất 5% số phiếu phổ biến để vào danh sách thành viên của hội đồng (nhưng người chiến thắng trong khu vực sẽ tham gia bất kể). Hội đồng bao gồm 25 ủy ban thường trực để tranh luận và báo cáo về các dự luật được giới thiệu và giám sát các hoạt động của các bộ trưởng. Tòa án Hiến pháp Hungary có quyền thách thức pháp luật với lý do hiến pháp. Hội nghị đã họp tại Tòa nhà Quốc hội Hungary ở Budapest từ năm 1902.